# 正木昌陽
正木 昌陽（まさき しょうよう、文政10年11月12日（1827年12月29日）- 明治38年（1905年）7月14日は、江戸時代、明治時代の儒学者、教育者。最初は善太夫と称した。号は木鶏。

## 経歴
福岡藩士正木重光の二男として生まれる。正木家は代々福岡藩の支藩である直方の東蓮寺藩に仕えていたが、藩主であった黒田継高が本藩福岡藩の藩主となったため、それに従って福岡に住居を移した。藩校修猷館に入り、井土学圃(周磐)、原田北溟を師として経書や歴史を学ぶ。
嘉永5年（1852年）修猷館の加勢役に任ぜられ、助教を経て、明治3年（1870年）教授となる。この年上京して、芳野金陵、藤野海南、小中村清矩らと交友した。帰藩後、明治4年（1871年）修猷館の副督学となり、教授の傍ら、家塾「不狭学舎」を開き、その後門弟は四千人を数えた。門弟には金子堅太郎がいる。
その後、鳥飼八幡宮の神職、香椎宮権禰宜兼権中講義を務めた。明治35年（1902年）明治天皇が福岡に行幸した折には、拝謁を賜っている。
明治38年（1905年）死去し、大圓寺に葬られた。
明治31年（1898年）藍綬褒章受章。